# Segalers (Tona)
Segalers és una masia de Tona (Osona) inclosa a l'Inventari del Patrimoni Arquitectònic de Catalunya.

## Descripció
L'estructura original de la masia era una casa d'un sol cos, coberta a doble vessant i de planta rectangular, però ara hi ha molts cossos adossats que desvirtuen la imatge original. La finestra més significativa té els brancals de carreus de pedra ben tallats i polits, un ampitador motllurat i la llinda decorada amb una roseta en relleu. Les altres obertures són de llinda i brancals de pedra amb ampitadors. La irregularitat del parament i de la distribució de les obertures donen un aire desorganitzat a la casa.

## Història
La primera notícia històrica que es coneix és una compra de terres per part de Joan Segalés, l'any 1220, malgrat que el mas ja devia tenir dos o tres segles d'existència. El mas augmentà les seves propietats el 1298, comprant un mas veí anomenat Portell, possessió confirmada el 1305 pel castlà de Tona. Els Segalés també posseïen terres del mas Pou. Però per conèixer les seves possessions d'època medieval és molt interessant el testament d'Arnau Guillem de Segalés, redactat el 10 de novembre de 1373.